# 圆穗蓼
圆穗蓼（学名：Bistorta macrophylla）为蓼科拳参属下的一种多年生草本植物。

## 扩展阅读
維基物種上的相關：圆穗蓼